# 印度土地工人联盟

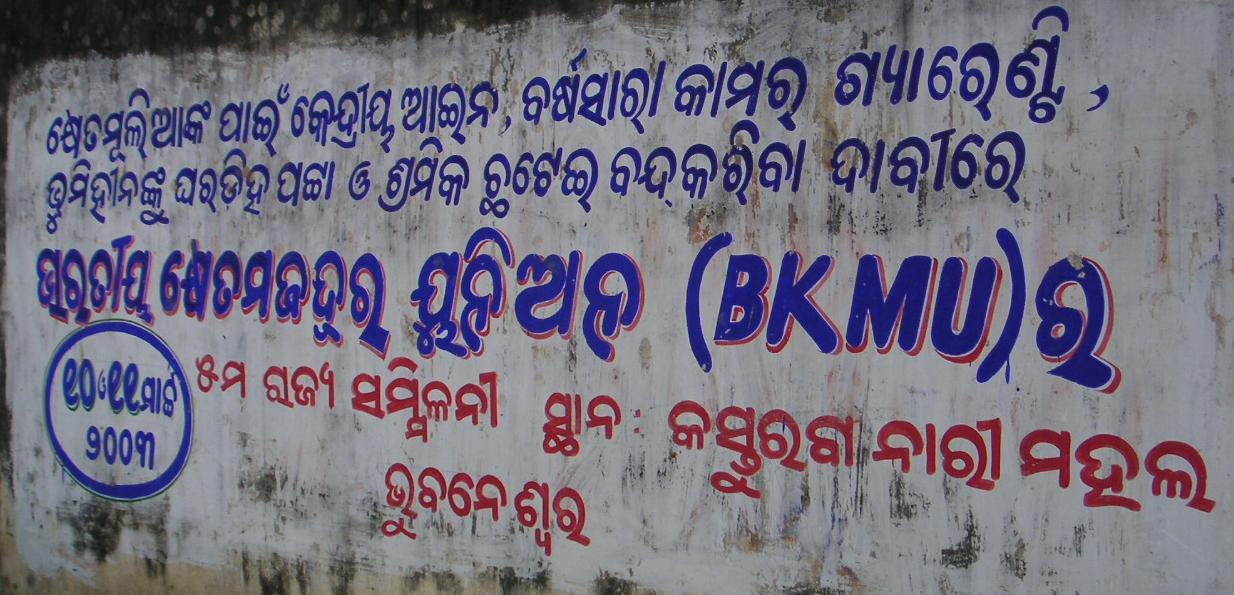
布巴内什瓦尔的印度土地工人联盟壁画

印度土地工人联盟（缩写为BKMU）是印度的一个农业劳动者工会组织。1968年9月29日，该组织在旁遮普邦莫加成立。该组织在政治上与印度共产党有联系，但它独立于印度共产党下属的工会组织全印工会大会，也不隶属于该党的农会组织全印农民协会。该组织的总部位于新德里。现任主席是N·佩里亚萨米，总书记是古尔扎尔·辛格·戈里亚。